# Vannes-le-Châtel
Pour les articles homonymes, voir Vannes (homonymie) et Chatel.
Vannes-le-Châtel est une commune française située dans le département de Meurthe-et-Moselle, en Lorraine, dans la région administrative Grand Est.
Ses habitants se nomment les Vannaux.

## Géographie

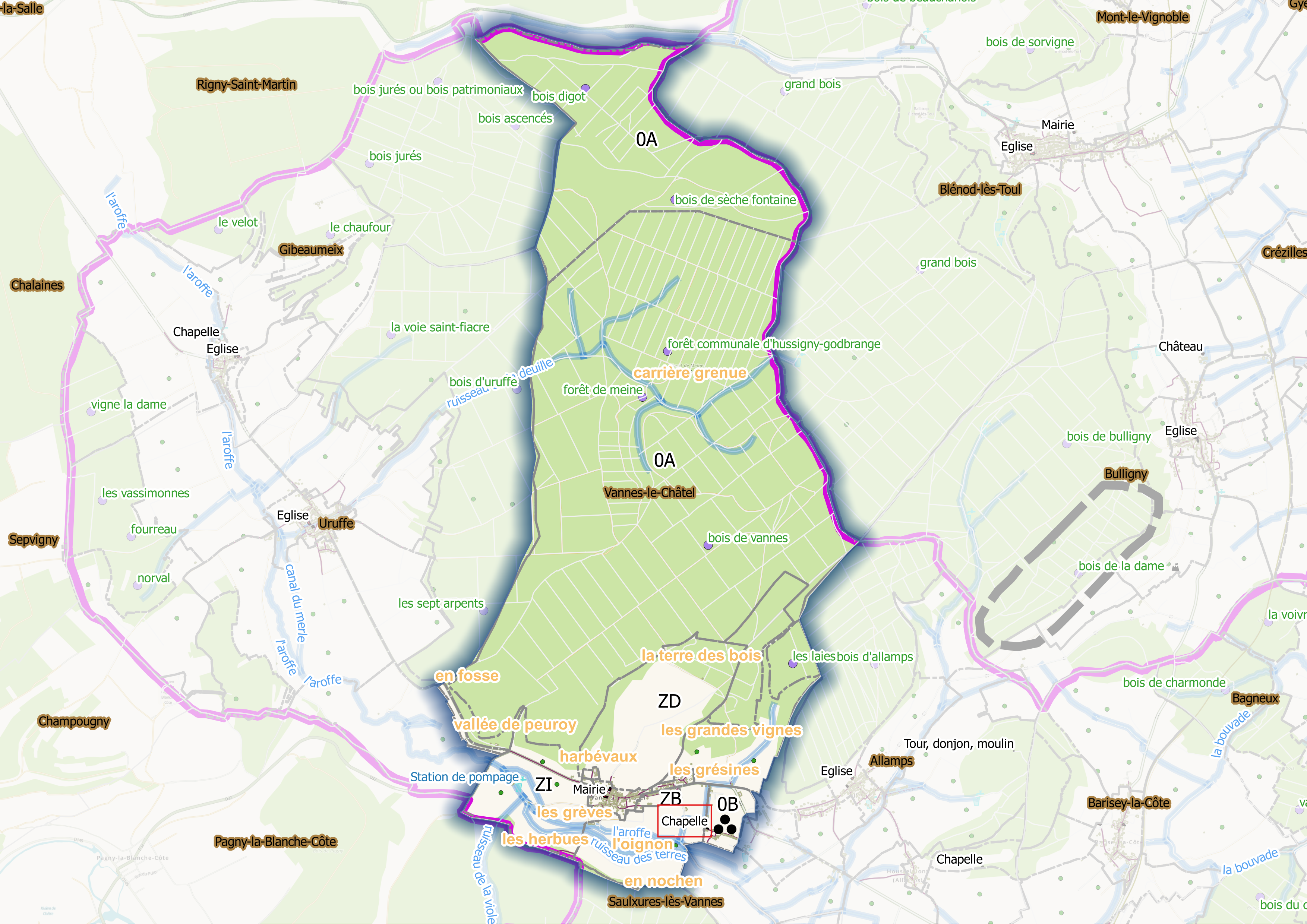
Fig. 1 - Vannes-le-Châtel (ban communal) - Osm et Qgis

Vannes le Châtel est un village du pays de Colombey (sud-toulois) son altitude est de 280 mètres environ et sa superficie est 17,5 km2. (1 750 hectares). d'après les données Corinne land Cover, le ban communal se compose à 83 % de forêts et arbustes contre seulement 13 % de prairies et terres arables ainsi que de zones anthropisées (zones urbaines et agricoles permanentes), il est de forme allongée sur un axe nord-sud (Cf Fig. 1)
Le territoire est arrosé par les cours d'eau suivants : le Ruisseau de l'Aroffe (2,084 km), le Ruisseau de la Deuille (2,664 km), le Ruisseau de la Viole (0,308 km), le Ruisseau des Laies (1,832 km) et le Ruisseau des Terres (1,717 km)
Les communes proches de Vannes-le-Châtel sont : Allamps à 2,2 km ; Saulxures-lès-Vannes à 3 km ; Uruffe à 3,4 km; Pagny-la-Blanche-Côte à 4,3 km ; Barisey-la-Côte à 4,5 km.

### Communes limitrophes
| Gibeaumeix            | Rigny-saint-martin   | Blénod-lès-Toul |
| Uruffe                | Vannes-le-Châtel     | Bulligny        |
| Pagny-la-Blanche-Côte | Saulxures-lès-Vannes | Allamps         |

### Hydrographie
La commune est dans le bassin versant de la Meuse au sein du bassin Rhin-Meuse. Elle est drainée par le ruisseau de la Deuille, le ruisseau de la Viole, le ruisseau des Laies, le ruisseau des Terres et le ruisseau l'Aroffe,.

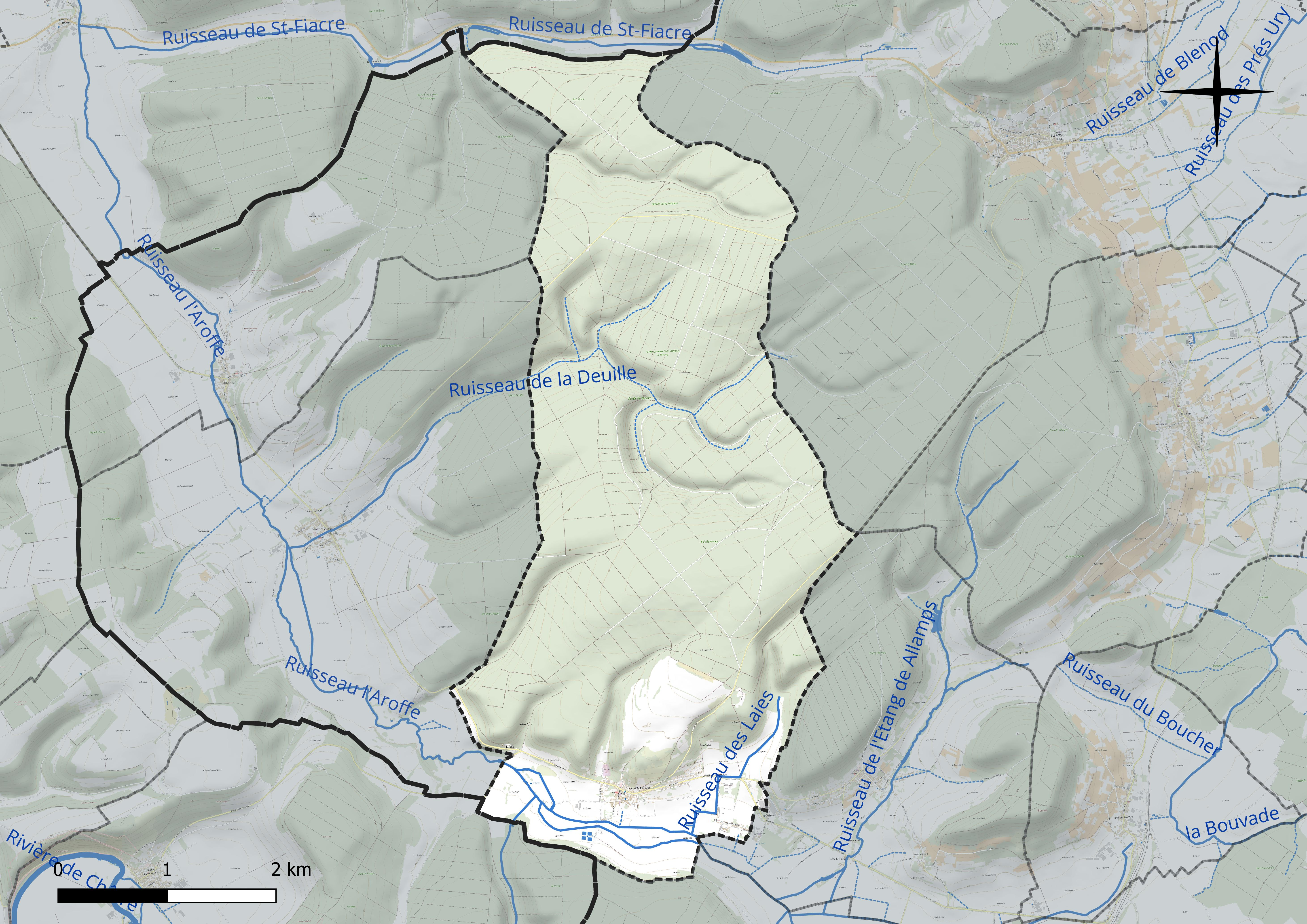
Réseau hydrographique de Vannes-le-Châtel.

### Climat
Pour des articles plus généraux, voir Climat du Grand Est et Climat de Meurthe-et-Moselle.
En 2010, le climat de la commune est de type climat des marges montargnardes, selon une étude du Centre national de la recherche scientifique s'appuyant sur une série de données couvrant la période 1971-2000. En 2020, Météo-France publie une typologie des climats de la France métropolitaine dans laquelle la commune est exposée à un climat océanique altéré et est dans la région climatique  Lorraine, plateau de Langres, Morvan, caractérisée par un hiver rude (1,5 °C), des vents modérés et des brouillards fréquents en automne et hiver. 
Pour la période 1971-2000, la température annuelle moyenne est de 9,8 °C, avec une amplitude thermique annuelle de 16,6 °C. Le cumul annuel moyen de précipitations est de 932 mm, avec 13,4 jours de précipitations en janvier et 9,4 jours en juillet. Pour la période 1991-2020, la température moyenne annuelle observée sur la station météorologique de Météo-France la plus proche, « Nancy-Ochey », sur la commune d'Ochey à 13 km à vol d'oiseau, est de 10,5 °C et le cumul annuel moyen de précipitations est de 810,4 mm. 
La température maximale relevée sur cette station est de 39,6 °C, atteinte le 25 juillet 2019 ; la température minimale est de −19,1 °C, atteinte le 12 janvier 1987,,. 
Les paramètres climatiques de la commune ont été estimés pour le milieu du siècle (2041-2070) selon différents scénarios d'émission de gaz à effet de serre à partir des nouvelles projections climatiques de référence DRIAS-2020. Ils sont consultables sur un site dédié publié par Météo-France en novembre 2022.

## Urbanisme

### Typologie
Au 1er janvier 2024, Vannes-le-Châtel est catégorisée commune rurale à habitat dispersé, selon la nouvelle grille communale de densité à sept niveaux définie par l'Insee en 2022.
Elle est située hors unité urbaine. Par ailleurs la commune fait partie de l'aire d'attraction de Nancy, dont elle est une commune de la couronne,. Cette aire, qui regroupe 353 communes, est catégorisée dans les aires de 200 000 à moins de 700 000 habitants,.

### Occupation des sols
L'occupation des sols de la commune, telle qu'elle ressort de la base de données européenne d’occupation biophysique des sols Corine Land Cover (CLC), est marquée par l'importance des forêts et milieux semi-naturels (82,9 % en 2018), une proportion sensiblement équivalente à celle de 1990 (83,5 %). La répartition détaillée en 2018 est la suivante : forêts (62,4 %), milieux à végétation arbustive et/ou herbacée (20,5 %), prairies (9,3 %), terres arables (3,1 %), zones urbanisées (1,8 %), cultures permanentes (1,4 %), zones agricoles hétérogènes (1,4 %). L'évolution de l’occupation des sols de la commune et de ses infrastructures peut être observée sur les différentes représentations cartographiques du territoire : la carte de Cassini (XVIIIe siècle), la carte d'état-major (1820-1866) et les cartes ou photos aériennes de l'IGN pour la période actuelle (1950 à aujourd'hui).

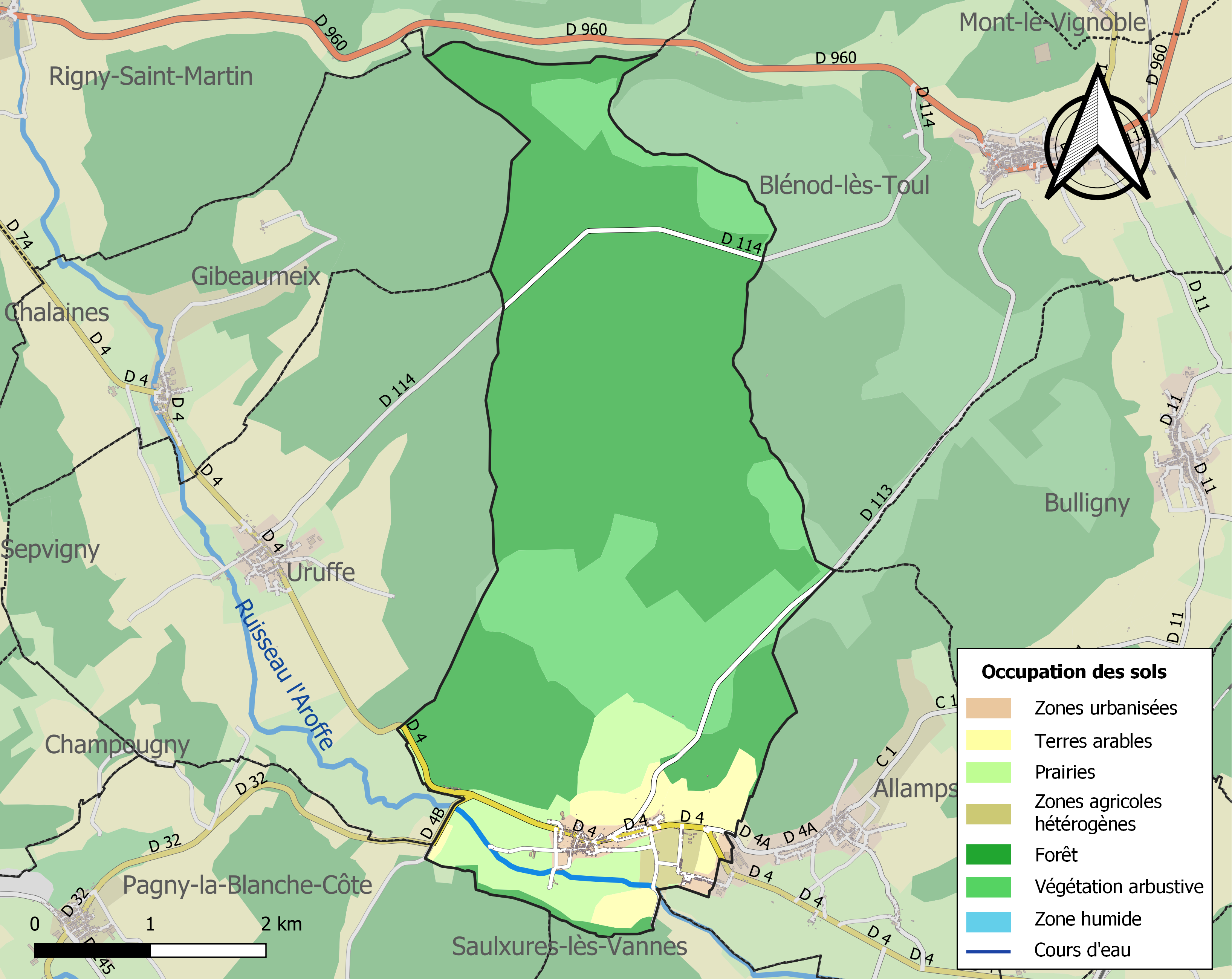
Carte des infrastructures et de l'occupation des sols de la commune en 2018 (CLC).

## Toponymie
Venna cum ecclesia (Xe siècle), Vennes (1226), Vannæ (1402), Vannes-le-Château (1707) et Vannes-le-Châtel (1779), sont les graphies recensées par le Dictionnaire topographique du département de la Meurthe.
Vanne est un toponyme désignant un « retranchement construit dans une rivière pour fermer le passage aux poissons ».
Le Châtel est un déterminant dérivant du latin castella (pluriel de castellum) désignant un château.

### Micro-toponymie
La micro-toponymie indique qu'au lieu-dit Carrières grenues (cf. Fig. 1) et sur les communes de Gibeaumeix et Uruffe ont existé des carrières de pierre, probablement utilisées pour l'édification des nombreux châteaux et donjons dont la trace est attestée sur le canton.
H. Lepage mentionne dans son Dictionnaire statistique l'existence d'un ancien ermitage au lieu-dit La maize sur le territoire communal de Vannes.

## Histoire
L'abbé Grosse indique, dans son ouvrage de 1836 : « VANNES, village situé au fond d'une vallée étroite, entre deux forêts, sur la route de Colombey à Vaucouleurs,aux confins de la Meuse; II y a, sur le ban de Vannes, un moulin à grains, un four & chaux, et un beau château où résident les propriétaires de la Verrerie (voyez Àllamps). C'est là que résidait l'honorable M. Griveau, ancien député en 1814, et membre du conseil général. Ce château, bâti en 1610, avait donné son nom au village qu'on appelait Vanna-le-Chastel, Vennes, il est situé à environ 2 kil. de la commune, et possède de vastes dépendances. Il appartenait autrefois aux comtes de Ligniéville, seigneurs de Vannes. » Le nom de Vannes-Le-Chatel apparaîtrait pour la première fois en 622. Au début du XIVe siècle ce sont les De Ligniville qui possèdent la seigneurie et en 1571 Jean-Jacques de Ligniville reconstruisit le château ancestral. Il édifie une chapelle seigneuriale et un caveau où il dépose les dépouilles de son père et de ses trois épouses car il fut trois fois veuf, et où il fut inhumé lui-même.
Ses descendants se sont succédé de père en fils jusqu’à Jean-Jacques III qui vendit la seigneurie de Vannes à Bermond de Rheims, dont la belle-fille Rose de Barbarat de Marizot pose la première pierre de la verrerie de Vannes-Le-Chatel. Propriété de Nicolas Griveau, le château et la verrerie traversent la Révolution sans dommage mais au décès des époux Griveau en 1826 le château, vendu en lots, est démoli. L’église consacrée en 1849 est érigée sur les restes de la chapelle et du caveau des De Ligniville.
Par ailleurs la verrerie devient de 1823 à 1870 la propriété des familles Schmid et Bourbonneux. En 1970 elle fusionne avec Vallerysthal, Portieux, Bayel et Fains pour devenir la Compagnie Française du Cristal (CFC) puis intègre Daum sous le nom de CFC Daum en 1980.
C'est en 1991 qu'est créé à Vannes le Centre de Recherche Européen de Recherche et de Formation aux Arts Verriers (CERFAV).

## Politique et administration
| Période                                  | Période   | Identité                    | Étiquette | Qualité |
| ---------------------------------------- | --------- | --------------------------- | --------- | --- |
| Les données manquantes sont à compléter. |           |                             |           | |
| 1972                                     | mars 2001 | Michel Dinet                | PS        | Instituteur Conseiller général du canton de Colombey-les-Belles (1978-2014) Député (1988-1993) Président du conseil général de Meurthe-et-Moselle (1998-2014) |
| mars 2001                                | mars 2008 | Jean-Pierre Porta           |           | |
| mars 2008                                | mai 2020  | Nathalie Hameau-Kinderstuth | PS        | Conseillère départementale suppléante du canton de Meine au Saintois                                                                                          |
| mai 2020                                 | En cours  | Nathalie Aufrère            |           | |

## Population et société

### Démographie
L'évolution du nombre d'habitants est connue à travers les recensements de la population effectués dans la commune depuis 1793. Pour les communes de moins de 10 000 habitants, une enquête de recensement portant sur toute la population est réalisée tous les cinq ans, les populations de référence des années intermédiaires étant quant à elles estimées par interpolation ou extrapolation. Pour la commune, le premier recensement exhaustif entrant dans le cadre du nouveau dispositif a été réalisé en 2005.

En 2022, la commune comptait 511 habitants, en évolution de −10,82 % par rapport à 2016 (Meurthe-et-Moselle : −0,13 %, France hors Mayotte : +2,11 %).
| 1793 | 1800 | 1806 | 1821 | 1831 | 1836 | 1841 | 1846 | 1851 |
| ---- | ---- | ---- | ---- | ---- | ---- | ---- | ---- | ---- |
| 400  | 325  | 410  | 423  | 486  | 481  | 473  | 495  | 508  |

| 1856 | 1861 | 1872 | 1876 | 1881 | 1886 | 1891 | 1896 | 1901 |
| ---- | ---- | ---- | ---- | ---- | ---- | ---- | ---- | ---- |
| 496  | 494  | 560  | 646  | 730  | 719  | 621  | 690  | 710  |

| 1906 | 1911 | 1921 | 1926 | 1931 | 1936 | 1946 | 1954 | 1962 |
| ---- | ---- | ---- | ---- | ---- | ---- | ---- | ---- | ---- |
| 645  | 644  | 482  | 555  | 532  | 587  | 563  | 588  | 620  |

| 1968 | 1975 | 1982 | 1990 | 1999 | 2005 | 2006 | 2010 | 2015 |
| ---- | ---- | ---- | ---- | ---- | ---- | ---- | ---- | ---- |
| 582  | 512  | 563  | 519  | 515  | 548  | 560  | 573  | 574  |

| 2020 | 2022 | - | - | - | - | - | - | - |
| ---- | ---- | - | - | - | - | - | - | - |
| 523  | 511  | - | - | - | - | - | - | - |

## Économie
Le territoire de la commune, mais également celui de ses communes voisines possède une tradition agricole et manufacturière plutôt ancienne, ainsi qu'en témoigne H. Lepage dans son ouvrage : « L'arrondissement de Toul, composé de cinq cantons et de 119 communes, est le moins populeux des cinq arrondissements du département de la Meurthe ; néanmoins il est le plus agricole, le plus riche et celui qui paie le plus de contributions après ceux de Nancy et de Lunéville. Il ne renferme d'établissements industriels importants que la Manufacture de verres de Vannes, la faïencerie de Bellevue et le moulin à blé de Chaudeney. »
et plus loin :
« Surf. territ. : 1,750 hect.; 542 en terres lab., 55 en prés, 28 en vignes,1,280 en bois. » Indiquant ainsi que le labour et la culture de la vigne (côtes de Toul) y étaient encore très présents au début du XIXe siècle.

### Industrie
Vannes-le-Châtel abrite une des usines des cristalleries Daum. Alors qu'initialement la cristallerie se trouvait sur le territoire d'Allamps (anciennement Verrerie Schmidt fondée en 1765), les extensions ont ensuite donné naissance à des Ateliers à Vannes-le-Châtel.
Sur ce même métier du travail du verre, du cristal, des vitraux, etc., il faut noter aussi l'implantation du Centre européen de recherches et de formation aux arts verriers (CERFAV), qui est à la fois un centre de recherche, une école et un lieu d'apprentissage, dédié à la création artistique contemporaine autour du verre, et à la préservation du savoir-faire,,.

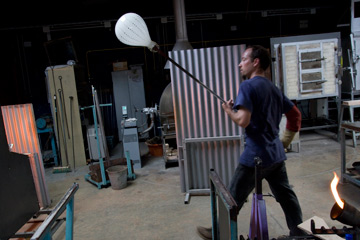
Soufflage du verre au CERFAV.
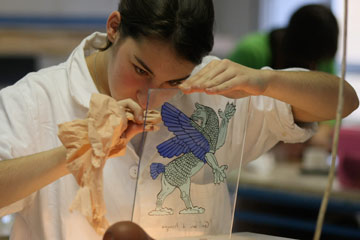
Peinture sur verre.
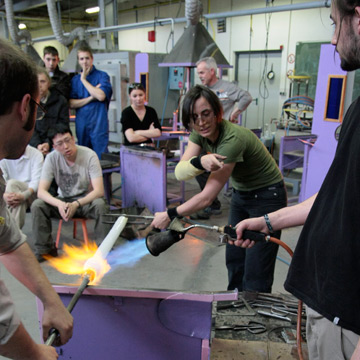
Travail à chaud.

### Secteur primaire ouAgriculture
Le secteur primaire comprend, outre les exploitations agricoles et les élevages, les établissements liés à l’exploitation de la forêt et les pêcheurs.
D'après le recensement agricole 2010 du Ministère de l'agriculture (Agreste), la commune de Vannes-le-Châtel était majoritairement orientée sur la polyculture et le poly - élevage (auparavant dans la production de volailles) sur une surface agricole utilisée d'environ 163 hectares (surface cultivable communale) quasi stable depuis 1988 - Le cheptel en unité de gros bétail s'est réduit de 250 à 68 entre 1988 et 2010. Il y avait encore 4 (5 en 1988) exploitations agricoles ayant leur siège dans la commune employant 2 unités de travail, (jusqu'à 8 auparavant) ce qui plaçait la commune parmi celles dont l'activité agricole s'était maintenue mais resserrée.

## Culture locale et patrimoine

### Lieux et monuments
- Ruines du château construit aux environs 1600 par les Ligniville. Au 19e vendu à des spéculateurs qui le dévalisèrent et détruit rapidement en presque totalité.

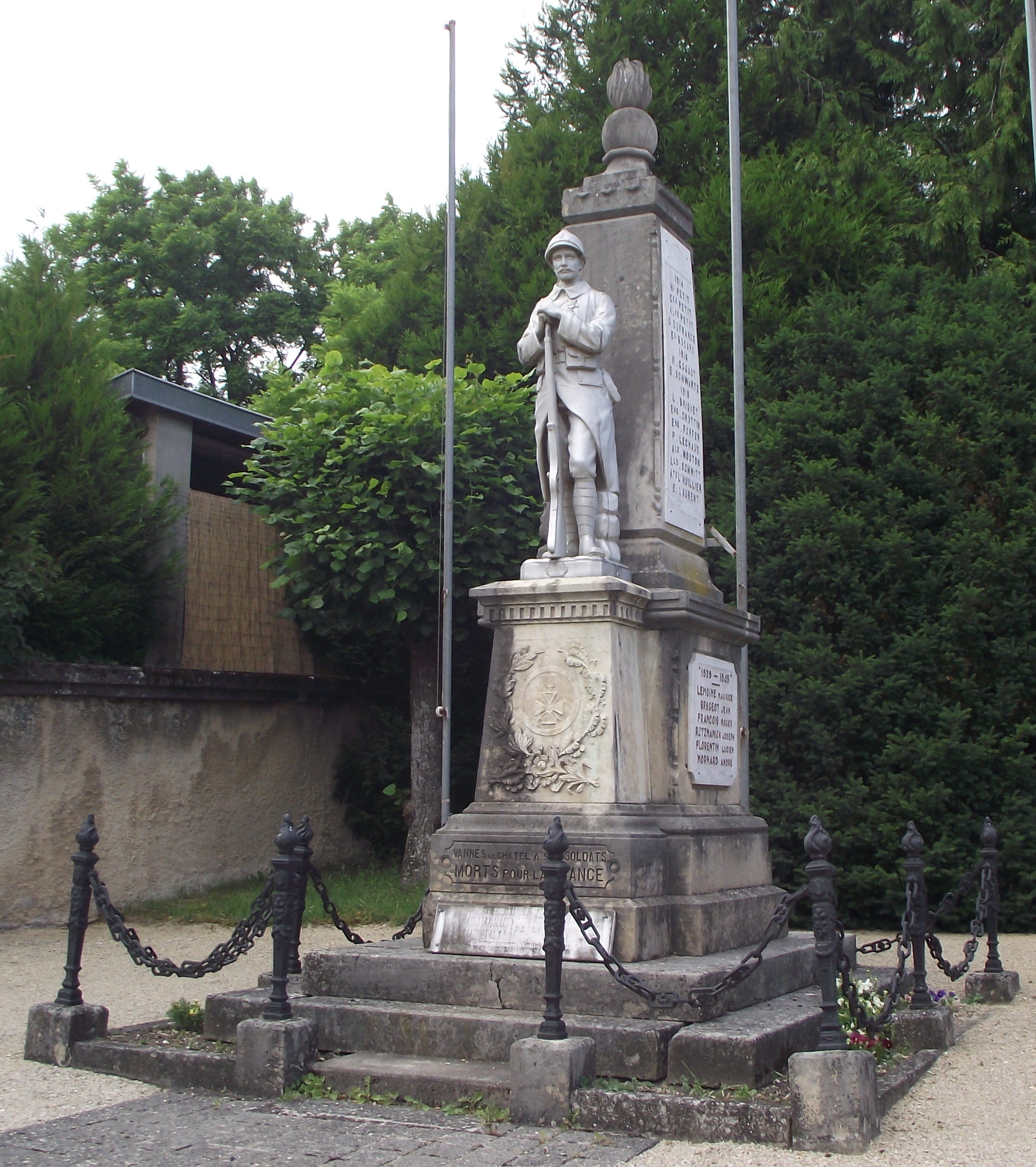
Monument aux morts.
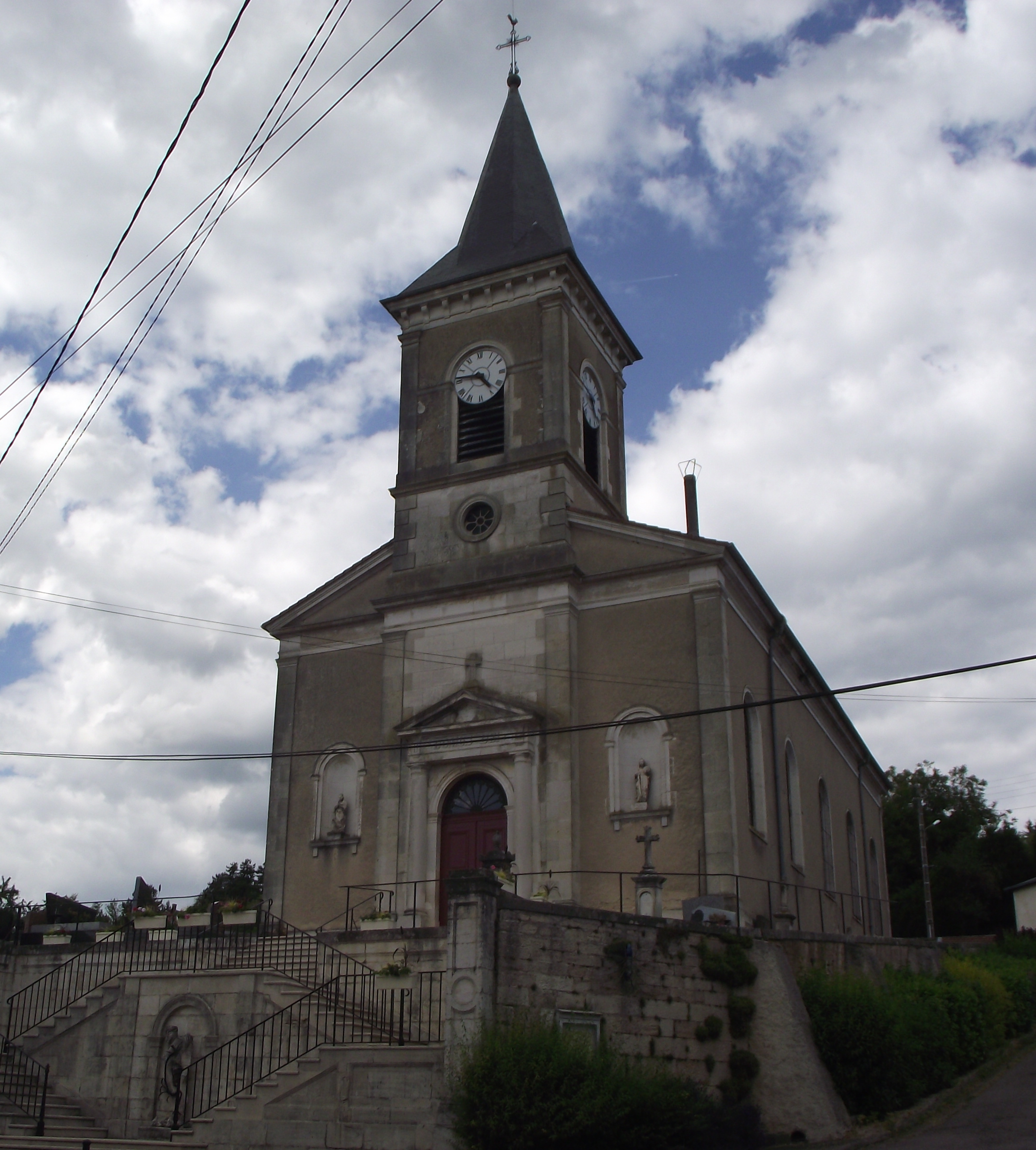
Église Saint-Martin fin XVIIIe, remaniée XIXe.
- Chapelle des Verreries XIXe.

- Monument aux morts.
- Église Saint-Martin.

### Personnalités liées à la commune
- la famille de Lignéville.
- Michel Dinet (1948-2014), maire de Vannes-le-Châtel, président du conseil général de Meurthe-et-Moselle.

### Héraldique, logotype et devise
| Blason de Vannes-le-Châtel | Blason  | Parti coupé ondé d'argent et d'azur et coupé ondé abaissé d'argent et d'azur ; au chef bastillé de gueules chargé de trois verres d'argent.                                                                               |
| Blason de Vannes-le-Châtel | Détails | Le parti coupé ondé représente une vanne qui retient l'eau. Le chef bastillé évoque « le château ». Enfin les verres symbolisent l'activité industrielle de la localité. Le statut officiel du blason reste à déterminer. |